# Palermo (Buenos Aires)
Palermo is een wijk (barrio) van de Argentijnse hoofdstad Buenos Aires. Het is zowel qua oppervlakte als qua inwonersaantal de grootste barrio van de stad.

## Geschiedenis
De naam is afgeleid van de nog steeds bestaande Franciscaanse abdij Sint Benedictus van Palermo, een patroonheilige van de Siciliaanse hoofdstad Palermo.
Een andere verklaring voor de naam zou zijn dat het gebied in de zestiende eeuw gekocht zou zijn door de Italiaanse immigrant Juan Domingo Palermo. Het gebied ontwikkelde zich snel aan het einde van de negentiende eeuw, vooral onder het presidentschap van Domingo Faustino Sarmiento. Hij legde de Zoo van Buenos Aires, Parque Tres de Febrero, Plaza Italia en de hippodroom van Palermo aan.
Tijdens de twintigste eeuw volgde nog de botanische tuinen (1902), Aeroparque Jorge Newbery (1948), het Galileo Galilei planetarium (1966) en de Japanse tuin (1967).
Agronomía · Almagro · Balvanera · Barracas · Belgrano · Boedo · Caballito · Chacarita · Coghlan · Colegiales · Constitución · Flores · Floresta · La Boca · La Paternal · Liniers · Mataderos · Monte Castro · Monserrat · Nueva Pompeya · Núñez · Palermo · Parque Avellaneda · Parque Chacabuco · Parque Chas · Parque Patricios · Puerto Madero · Recoleta · Retiro · Saavedra · San Cristóbal · San Nicolás · San Telmo · Vélez Sársfield · Versalles · Villa Crespo · Villa del Parque · Villa Devoto · Villa Lugano · Villa Luro · Villa Mitre · Villa Ortúzar · Villa Pueyrredón · Villa Real · Villa Riachuelo · Villa Santa Rita · Villa Soldati · Villa Urquiza